# Борис Непокупној
Борис Непокупној (Тамнија, Русија 1887 — Вучјанка, СФРЈ 1972) био је руски царски пуковник који је имигрирао у Краљевину Срба, Хрвата и Словенаца и значајaн део свог живота провео у Лесковцу и околини.

## Биографија
Рођен је у имућној породици која је на почетком двадесетог века располагала са 600 хектара земље. Још као дете је показивао склоност ка оружју и војсци. Са осамнаест година завршио је Трећи московски кадетски корпус, две године касније Николајевску коњичку академију, а затим је постао официр руске царске војске. Похађао је курсеве мачевања и гимнастике у Ташкенту 1911. и Петрограду 1912. године, а на Олимпијским играма у Стокхолму 1912. године освојио је сребрну медаљу у борби сабљом.
За време Првог светског рата учествовао је у биткама на Источном фронту и царским указом из новембра 1916. године стекао је чин потпуковника. У оквиру Беле гарде командовао је 6. коњичким корпусом и унапређен је у чин пуковника. Августа 1919. године је рањен и евакуисан је у Кубанску област. Одликован је бројним медаљама за храброст. У току једног окршаја Црвене армије са царским војницима његова жена је изгубила дете, а у контранападу који је наредио нашао је свог сина набијеног на колац. Због тога је након сахране сина, новембра 1920. године из Керча најпре евакуисан на Лемнос паробродом, а касније је имигрирао у Краљевину Срба, Хрвата и Словенаца. Његова супруга је извршила самоубиство, а женио се још два пута, најпре неком удовицом из Власотинца са којом је добио сина кога је одгајала нека жена у Београду, а затим Оливером, наставницом Пољопривредне школе у Лесковцу.
Дана 28. априла 1926. године постао је наставник гимнастике и руског језика у Гимназији Лесковац. Његовом заслугом основан је први мачевалачки клуб у граду 1931. године. Више пута је био на челу Соколског друштва у Лесковцу и са својим ученицима је учествовао на бројним спортским такмичењима. Године 1929. подигао је колибу близу Вучјанке на Кукавици, а у њој се стално настанио лета 1953. године. Мештани су га нашли мртвог на обали реке 1972. године.
Важио је за тачног, уредног и дисциплинованог, строгог али правичног човека. Стварао је осећај поверења и сигурности код својих војника. Међу Лесковчанима је остао упамћен као човек каквог лесковачка чаршија није често виђала, енигма и сталожен. Као професор је активно учествовао на изградњи позитивног односа код ђака према физичком вежбању, здравом животу, природи и мачевању.

## Списак референци
1. 1 2 3 4 5  Стојановић, Александар (2017). „Рус који је волео водопаде”. Нова наша реч. 21: 14.